# Peterson Hills
Peterson Hills är en kulle i Antarktis. Den ligger i Västantarktis. Argentina, Chile och Storbritannien gör anspråk på området. Toppen på Peterson Hills är 1 270 meter över havet.
Terrängen runt Peterson Hills är platt österut, men västerut är den kuperad. Trakten är obefolkad. Det finns inga samhällen i närheten.